# Dąbie, Hạt Szczecinek
Dąbie [ˈdɔmbjɛ] (tiếng Đức: Eichenberg)  là một ngôi làng thuộc khu hành chính của Gmina Borne Sulinowo, thuộc hạt Szczecinek, West Pomeranian Voivodeship, ở phía tây bắc Ba Lan. Nó nằm khoảng 12 kilômét (7 mi) phía tây bắc Borne Sulinowo, 18 km (11 mi) về phía tây của Szczecinek và 126 km (78 mi) về phía đông của thủ đô khu vực Szczecin.
Trước năm 1945, ngôi làng là một phần của Đức.